# Roger Martínez
Roger Beyker Martínez Tobinson (Cartagena de Indias, 23 giugno 1994) è un calciatore colombiano, attaccante dell'Al-Taawoun.

## Caratteristiche tecniche
Martinez è un attaccante molto rapido con pensiero e piedi, forte fisicamente e molto mobile, nonostante il suo ruolo sia quello di centravanti: al colombiano, infatti, piace svariare su tutta la trequarti, all'occorrenza defilarsi, ma soprattutto di segnare. Viene considerato un mix tra Muriel (precisamente quello visto a Lecce e a Udine) e Bacca, suoi connazionali.

## Carriera

### Club
Ha esordito nella massima serie argentina con il Racing Avellaneda nella stagione 2013-2014.
Il 14 luglio 2016 passa ai cinesi dello Jiangsu Suning per una cifra poco inferiore ai 9 milioni di euro.

### Nazionale
Viene convocato per la Copa América Centenario negli Stati Uniti.

## Statistiche

### Presenze e reti nei club
Statistiche aggiornate al 3 febbraio 2025.
| Stagione                 | Squadra                  | Campionato               | Campionato | Campionato | Coppe nazionali | Coppe nazionali | Coppe nazionali | Coppe continentali | Coppe continentali | Coppe continentali | Altre coppe | Altre coppe | Altre coppe | Totale | Totale |
| Stagione                 | Squadra                  | Comp                     | Pres       | Reti       | Comp            | Pres            | Reti            | Comp               | Pres               | Reti               | Comp        | Pres        | Reti        | Pres   | Reti   |
| ------------------------ | ------------------------ | ------------------------ | ---------- | ---------- | --------------- | --------------- | --------------- | ------------------ | ------------------ | ------------------ | ----------- | ----------- | ----------- | ------ | ------ |
| 2013-2014                | Racing Club              | PD                       | 14         | 1          | CA              | 0               | 0               | CS                 | 2                  | 0                  | -           | -           | -           | 16     | 1      |
| 2014                     | Santamarina              | BN                       | 9          | 0          | CA              | 0               | 0               | -                  | -                  | -                  | -           | -           | -           | 9      | 0      |
| 2015                     | Aldosivi                 | PD                       | 23+3       | 6          | CA              | 1               | 0               | -                  | -                  | -                  | -           | -           | -           | 27     | 6      |
| gen.-giu. 2016           | Racing Club              | PD                       | 10         | 4          | CA              | 0               | 0               | CL                 | 5                  | 3                  | -           | -           | -           | 15     | 7      |
| lug.-nov. 2016           | Jiangsu Suning           | CSL                      | 12         | 10         | CC              | 5               | 2               | -                  | -                  | -                  | -           | -           | -           | 17     | 12     |
| 2017                     | Jiangsu Suning           | CSL                      | 18         | 7          | CC              | 2               | 0               | ACL                | 5                  | 1                  | SC          | 1           | 0           | 26     | 8      |
| Totale Jiangsu Suning    | Totale Jiangsu Suning    | Totale Jiangsu Suning    | 30         | 17         |                 | 7               | 2               |                    | 5                  | 1                  |             | 1           | 0           | 43     | 20     |
| gen.-giu. 2018           | Villarreal               | PD                       | 8          | 1          | CR              | 1               | 0               | UEL                | 0                  | 0                  | -           | -           | -           | 9      | 1      |
| 2018-2019                | América                  | PD                       | 25+9       | 6+4        | cMX             | 6               | 4               | -                  | -                  | -                  | -           | -           | -           | 40     | 14     |
| 2019-2020                | América                  | PD                       | 19+6       | 2          | cMX             | -               | -               | CCL                | 0                  | 0                  | CC+CdC+LC   | 1+1+2       | 1+0+0       | 29     | 3      |
| 2020-2021                | América                  | PD                       | 27+2       | 5+2        | -               | -               | -               | CCL                | 2                  | 0                  | -           | -           | -           | 31     | 7      |
| 2021-2022                | América                  | PD                       | 30+6       | 5          | -               | -               | -               | CCL                | 5                  | 1                  | -           | -           | -           | 41     | 6      |
| 2022-lug. 2023           | América                  | PD                       | 15+6       | 3+1        | -               | -               | -               | -                  | -                  | -                  | LC          | 1           | 0           | 22     | 4      |
| Totale Club America      | Totale Club America      | Totale Club America      | 116+29     | 21+7       |                 | 6               | 4               |                    | 7                  | 1                  |             | 5           | 1           | 163    | 34     |
| lug.-dic. 2023           | Racing Club              | PD                       | 0          | 0          | CA+CdL          | 1+11            | 0+3             | CL                 | 3                  | 1                  | -           | -           | -           | 15     | 4      |
| 2024                     | Racing Club              | PD                       | 16         | 5          | CA+CdL          | 1+7             | 0+2             | CS                 | 11                 | 2                  | -           | -           | -           | 35     | 12     |
| Totale Racing Avellaneda | Totale Racing Avellaneda | Totale Racing Avellaneda | 40         | 10         |                 | 20              | 5               |                    | 21                 | 9                  |             | -           | -           | 81     | 24     |
| gen.-giu. 2025           | Al-Taawoun               | SPL                      | 3          | 0          | KC              | 0               | 0               | ACL2               | 0                  | 0                  | -           | -           | -           | 3      | 0      |
| Totale carriera          | Totale carriera          | Totale carriera          | 261        | 62         |                 | 34              | 11              |                    | 33                 | 11                 |             | 6           | 1           | 334    | 85     |

## Palmarès

### Club

#### Competizioni nazionali
- Campionato argentino: 1

Racing Club: 2014

#### Competizioni internazionali
- Coppa Sudamericana: 1

Racing Club: 2024